# Thank You for the Music
"Thank You for the Music" é uma canção gravada pelo grupo pop sueco ABBA, sendo orginalmente incluída no quinto álbum de estúdio deles, The Album (1977). Foi lançada como um single lado-A duplo com "Eagle" em maio de 1978 em um número limitado de territórios, nomeadamente Bélgica, Holanda, Alemanha, França, Áustria, Suíça e Austrália. Na África do Sul, onde atingiu o pico de número 2 em agosto de 1978, se tornou o décimo oitavo single mais vendido daquele ano.
"Gracias por la Música" é a gravação em espanhol de "Thank You for the Music", com letra de Buddy e Mary McCluskey. Seu lado-B era a versão em espanhol de "Gimme! Gimme! Gimme! (A Man After Midnight)", intitulada "¡Dame! ¡Dame! ¡Dame!". A canção foi lançada em 1980 para promover o álbum/compilação em espanhol do grupo, Gracias Por La Música. Foi o sétimo single espanhol mais vendido do grupo e também alcançou a quarta posição na Argentina.
"Thank You for the Music" também fez parte do filme ABBA: The Movie, que apresentou gravações de estúdio de músicas selecionadas do então recém-lançado álbum ABBA: The Album. A canção é incluída nas cenas finais quando o infeliz jornalista finalmente consegue transmitir seu especial de rádio do ABBA, incluindo uma entrevista, na rádio australiana. A canção é acompanhada por imagens de uma sessão de gravação em estúdio, uma apresentação ao vivo no palco e uma apresentação de estúdio imitada pelos quatro membros do grupo. A canção também toca nos títulos finais enquanto a câmera se move do grupo se apresentando em uma cabana em uma ilha no arquipélago de Estocolmo para vistas do próprio arquipélago.
Embora "Thank You For The Music" nunca tenha sido lançada oficialmente como single, a canção foi uma das canções mais populares do grupo e está incluída em vários álbuns de compilações (como Gold: Greatest Hits, Greatest Hits Vol. 2, The Definitive Collection). Em 1999, foi usada para o musical Mamma Mia!, e em 2008 para o filme com o mesmo título. Quando o musical foi traduzido para o sueco por Niklas Strömstedt, ele recebeu o título "Tack för alla sånger" ("Thanks for all the songs").

## Composição
Escrita e composta por Benny Andersson e Björn Ulvaeus, a gravação de "Thank You for the Music" começou no estúdio Marcus Music em Estocolmo, em 2 de junho de 1977. O vocal principal fica com Agnetha Fältskog. A primeira versão da música tinha um toque de cabaré jazzístico, com Fältskog em uma música solo, inspirada por artistas do estilo de Doris Day e similares. Mais tarde, o grupo fez outro arranjo da mesma melodia, que se tornou a versão mais conhecida. A primeira versão foi lançada na íntegra no box set de 1994 Thank You for the Music. A versão posterior foi gravada em 21 de julho de 1977 no estúdio Glen (um estúdio familiar que costumava ficar na casa da família Glenmark, mas agora foi transferido para um pequeno antigo supermercado perto de sua casa).
A canção foi incluída no quinto álbum de estúdio do grupo, The Album, e foi usada como melodia final no filme ABBA - The Movie, que estreou no Natal de 1977. O single "Eagle", de maio de 1978, também tinha essa música como lado B. Mais tarde, foi incluída na coletânea Greatest Hits Vol. 2, lançada no outono de 1979, quando o grupo começou a turnê pela América do Norte e Europa. O grupo também tocou a música em sua turnê pela Europa e Austrália durante a primavera de 1977, como parte de um minimusical "The Girl with the Golden Hair", onde a música foi usada como bis de encerramento. A letra usada nesta versão ao vivo era ligeiramente diferente da versão de estúdio gravada posteriormente. Antes da turnê, em dezembro de 1976, Andersson e Ulvaeus também tocaram um segmento da melodia no piano e violão no programa de notícias noturno sueco "Rapport".
O título da música é frequentemente interpretado como um sinal do fim do grupo, o que a torna uma canção de despedida.[carece de fontes?]

## Desempenho comercial
"Thank You for the Music" teve lançamento limitado apenas em alguns países selecionados. Não foi lançada como single no Reino Unido e na Irlanda até o final de 1983, atingindo o pico de número 33 e número 17, respectivamente. Na Holanda, a música atingiu o pico de número 23. Conseguiu alcançar o segundo lugar na África do Sul e o primeiro lugar na Costa Rica. Posteriormente, foi relançado em 1992 na Alemanha, alcançando a posição 55. Em setembro de 2021, era a 20ª maior música do ABBA no Reino Unido, incluindo vendas puras e reproduções digitais.
No Reino Unido, "Our Last Summer" foi lançada como o lado B deste single. A canção foi escrita por Benny e Bejörn, sendo gravada em 4 de junho de 1980. Musicalmente, é sobre uma mulher que se lembra de uma viagem que fez com o ex-namorado a Paris e percebe que ainda o ama. Esta música está incluída no sétimo álbum de estúdio deles, Super Trouper (1980). Anteriormente, "Our Last Summer" foi lançado como single na Grécia.

## Videoclipe
O vídeo de "Thank You For The Music" foi gravado em 17 e 18 de abril de 1978 nos estúdios SVT em Estocolmo. Dirigido por Lasse Hallström, o mesmo que dirigiu a maioria dos vídeos do grupo, nele mostra o quarteto tocando a música na frente de um grupo de crianças, com Fältskog e Lyngstad vestidas em seus famosos "trajes de animais" (Fältskog da cor verde e Lyngstad vermelho), enquanto Benny aparece ao fundo sentado tocando piano e Björn em pé tocando violão.

## Créditos e pessoal
ABBA
- Agnetha Fältskog — vocal principal e de apoio
- Anni-Frid Lyngstad — vocal de apoio
- Benny Andersson — vocal de apoio, teclados
- Björn Ulvaeus — vocal de apoio, violão rítmico acústico, bandolim

Pessoal adicional e equipe de produção
- Lasse Wellander — violão acústico, bandolim
- Malando Gassama — percussão
- Michael B. Tretow — engenharia de som
- Roger Palm — bateria, pandeiro
- Rutger Gunnarsson — baixo

## Desempenho nas tabelas musicais
| Tabela musical (1980)          | Melhor posição |
| ------------------------------ | -------------- |
| África do Sul (Springbok)      | 2              |
| Argentina                      | 7              |
| Austrália (Kent Music Report)  | 82             |
| Tabela musical (1983–84)       | Melhor posição |
| Irlanda (IRMA)                 | 17             |
| Países Baixos (Dutch Top 40)   | 31             |
| Países Baixos (Single Top 100) | 23             |
| Reino Unido (UK Singles Chart) | 33             |

| Tabela musical (1978)     | Melhor posição |
| ------------------------- | -------------- |
| África do Sul (Springbok) | 18             |

| País — Associação                                              | Certificação | Unidades/vendas certificadas |
| -------------------------------------------------------------- | ------------ | ---------------------------- |
| Reino Unido (BPI)                                              | Prata        | 200,000‡                     |
| ‡ Números de vendas+streaming baseados apenas na certificação. |              |                              |

## Outras versões
- Os irmãos irlandeses The Nolans, que eram vistos frequentemente em vários programas de variedades da TV britânica nos anos 1970 e início dos anos 1980, gravaram seu próprio cover dessa música. Ela está incluída em seu álbum Nolan Sisters.[15]
- O grupo alemão de eurodance E-Rotic gravou um cover da música para seu álbum tributo ao ABBA de 1997, Thank You for the Music.[16]
- A vocalista britânica Dame Vera Lynn gravou uma versão desta canção[17] para seu álbum autointitulado.
- O refrão da música foi incluído como parte de um medley intitulado "Thank ABBA for the Music" na compilação de 1999 ABBAmania, que coincidiu com um especial da TV britânica. Foi tocada por Tina Cousins, Billie Piper, Steps, Cleopatra e B*Witched, e atingiu o pico na principal parada de singles do Reino Unido no número 4 em abril de 1999.
- O álbum subsequente ABBAMania 2 de 2004 contém um cover da música tocada com os atores de TV britânicos Charlotte Bellamy, Jane Danson, Wendi Peters, Bernie Nolan (dos Nolans), Tricia Penrose, Will Mellor e Lee Otway nos vocais principais.
- A coletânea alemã ABBA Mania de 2004 traz uma versão cover interpretada por todos os artistas musicais que apareceram no especial de TV, com Barbara Schöneberger nos vocais principais.
- A atriz e cantora americana Jan Gelberman gravou um cover da música para seu álbum With Love To Share.[18]
- Um cover da música do conjunto coral a cappella finlandês Rajaton pode ser encontrado no álbum tributo ao ABBA de 2006, Rajaton Sings ABBA With Lahti Symphony Orchestra.[19]
- Na trilha sonora da adaptação cinematográfica de 2008 do musical de palco Mamma Mia!, a música é incluída como uma faixa secreta cantada pela atriz Amanda Seyfried.[20] No filme em si, ela é ouvida nos créditos finais.
- Em agosto de 2008, Gunilla Backman cantou a versão sueca de Björn Ulvaeus da música de Mamma Mia! ("Tack för alla sånger") no programa de TV Allsång på Skansen (Todos cantando no Skansen).[21] Pode ser notável pela letra que na versão em inglês é "Thanks for all the joy they're bringing / Who can live without it?"[nota 1] mas em sueco é "Vem behöver religioner? / Dom kan vi va utan"[22] que se traduz aproximadamente como "Who needs religion? / We can live without it",[nota 2] a linha continua com (traduzido aproximadamente) "but never without music".[nota 3]

## Na cultura popular
- Uma versão ao vivo foi apresentada na TV pelos Carpenters no The Tonight Show, apresentado por John Davidson, em 27 de junho de 1978.[23] Eles ouviram a música pela primeira vez quando o ABBA a apresentou no Starparade, já que os Carpenters estavam dividindo o show com eles naquele episódio em particular. Eles criaram uma trilha para isso, mas Richard Carpenter disse:  Ninguém faz o ABBA como o ABBA. Percebi que, como sempre, Benny e Björn tinham feito o arranjo definitivo e tudo o que eu faria era copiá-lo; algo que eu simplesmente não faço, é claro. É uma tomada descartada, nunca concluída e armazenada com o resto das coisas na Pensilvânia.[24]
- O ABBA apresentou a música ao vivo no especial de Natal do Mike Yarwood em 1978.[25]
- A música é tocada no musical Mamma Mia! pelos personagens Sophie e Harry.[26] Também é cantada por Amanda Seyfried nos créditos finais no filme de mesmo nome lançado pela Universal Picture em 2008.
- A música é brevemente incluída no medley do ABBA interpretado por Alan Partridge em seu talk show Knowing Me Knowing You, que leva o nome do single homônimo do ABBA. Uma das piadas recorrentes da série gira em torno da afeição do personagem pela banda.
- Essa música foi a última a ser ouvida no canal de TV britânico Magic como parte de seu trailer de encerramento antes de seu encerramento final em 1º de julho de 2024.